# Pedinopleura chisochetonia
Pedinopleura chisochetonia är en stekelart som beskrevs av Braet 1999. Pedinopleura chisochetonia ingår i släktet Pedinopleura och familjen bracksteklar. Inga underarter finns listade i Catalogue of Life.